# L'Introduction du culte de Cybèle à Rome
L'Introduction du culte de Cybèle à Rome est un tableau daté  1505-1506 du peintre  de la Renaissance Andrea Mantegna, conservé aujourd'hui à la National Gallery de Londres.

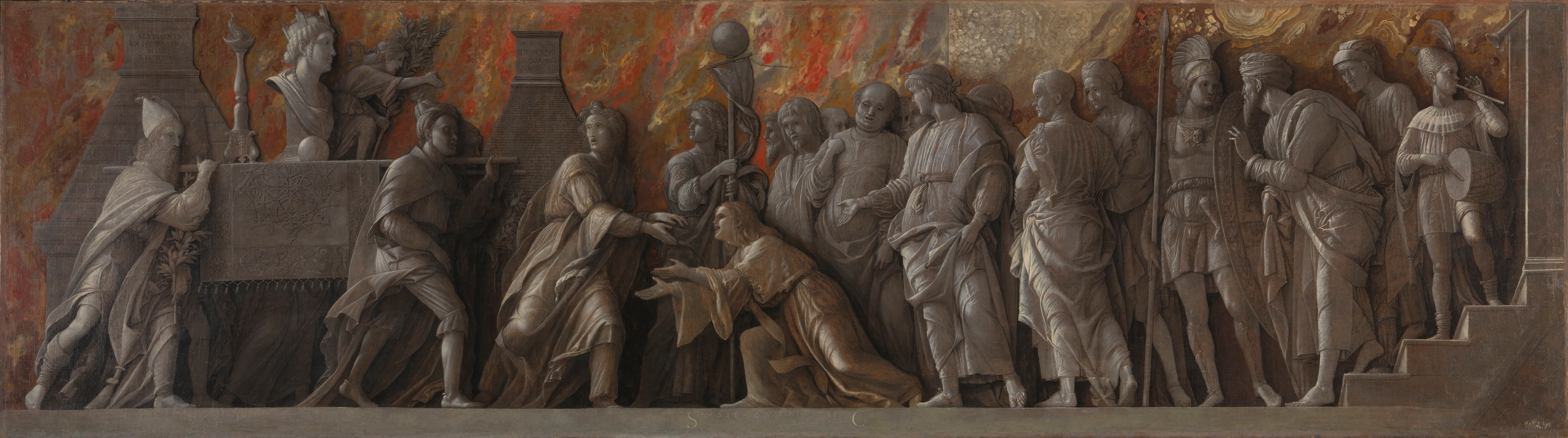

## Histoire
Ce tableau monumental en détrempe sur toile, de 73,5 cm sur 268 cm, a été commissionnée par le cardinal vénitien Marco Corner pour son frère Francesco, qui voulait ainsi affirmer sa descendance de la famille patricienne Cornelii. L'œuvre, trouvée dans l'atelier du peintre après sa mort par son fils, est achetée par Sigismondo Gonzague qui la fait livrer à son commanditaire en 1507. Une seule des quatre toiles prévues est terminée et Giovanni Bellini réalisa ensuite une toile titrée La Continence de Scipion pour poursuivre le projet de décoration du cabinet Cornaro.
Le tableau fut exposé au Ca' Cornaro, Campo San Polo de Venise jusqu'à  1815. Acquis par Antonio Sanquirico à cette date, il passa  en 1835 à une famille anglaise dont  un des membres, Ralph Vivian, l'offrit à la National Gallery de Londres, en  1873.

## Thème
Le culte de Cybèle, divinité d'origine phrygienne personnifiant la nature sauvage a été importée en Grèce, puis à Rome, tel qu'il a été rapporté par Tite-Live, Ovide et Appien. Sa statue cultuelle est amenée à Rome en 204 av. J.-C., et elle est accueillie par Scipion Nasica.

## Composition

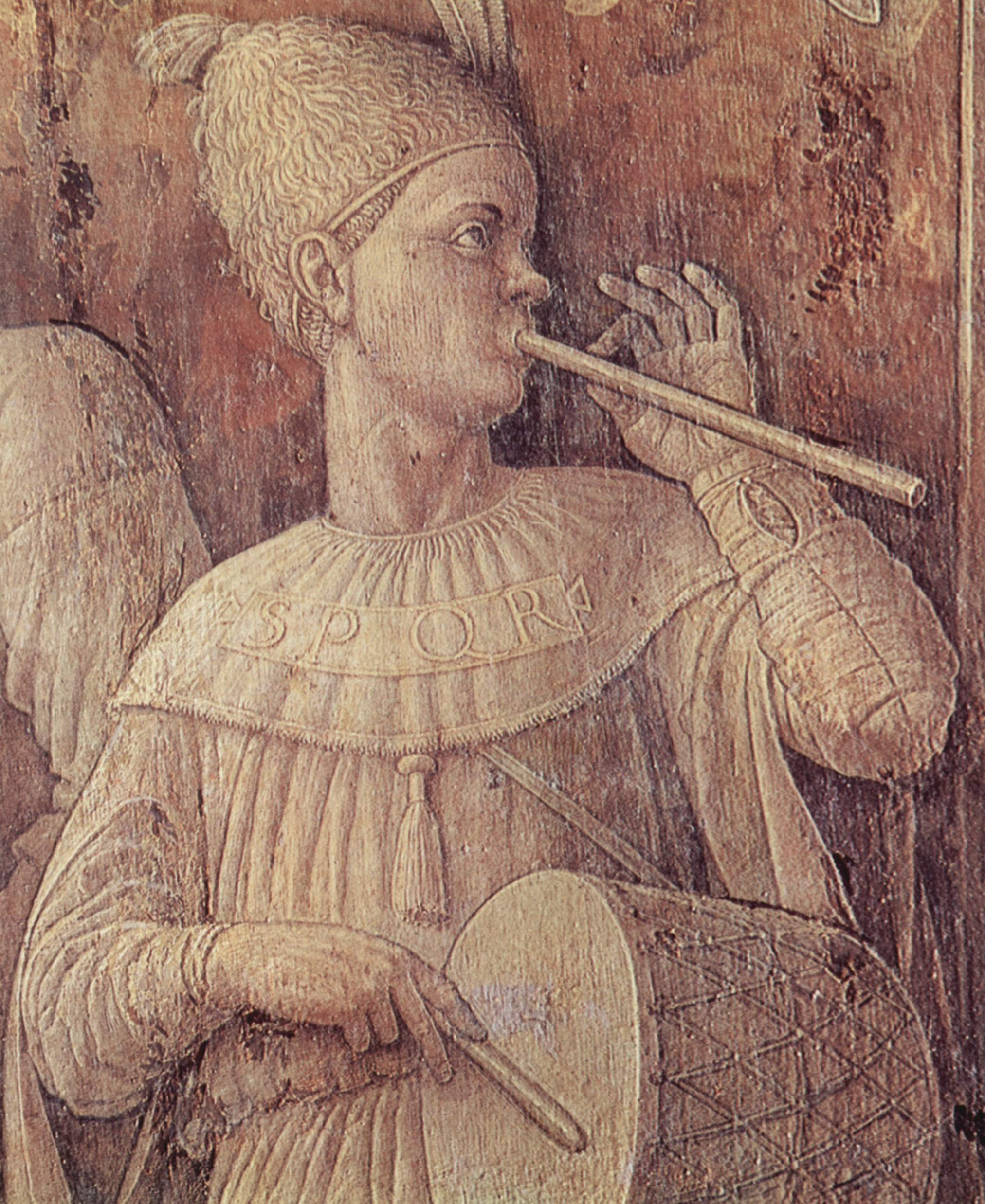
Détail : le joueur de flûte et de tambourin.
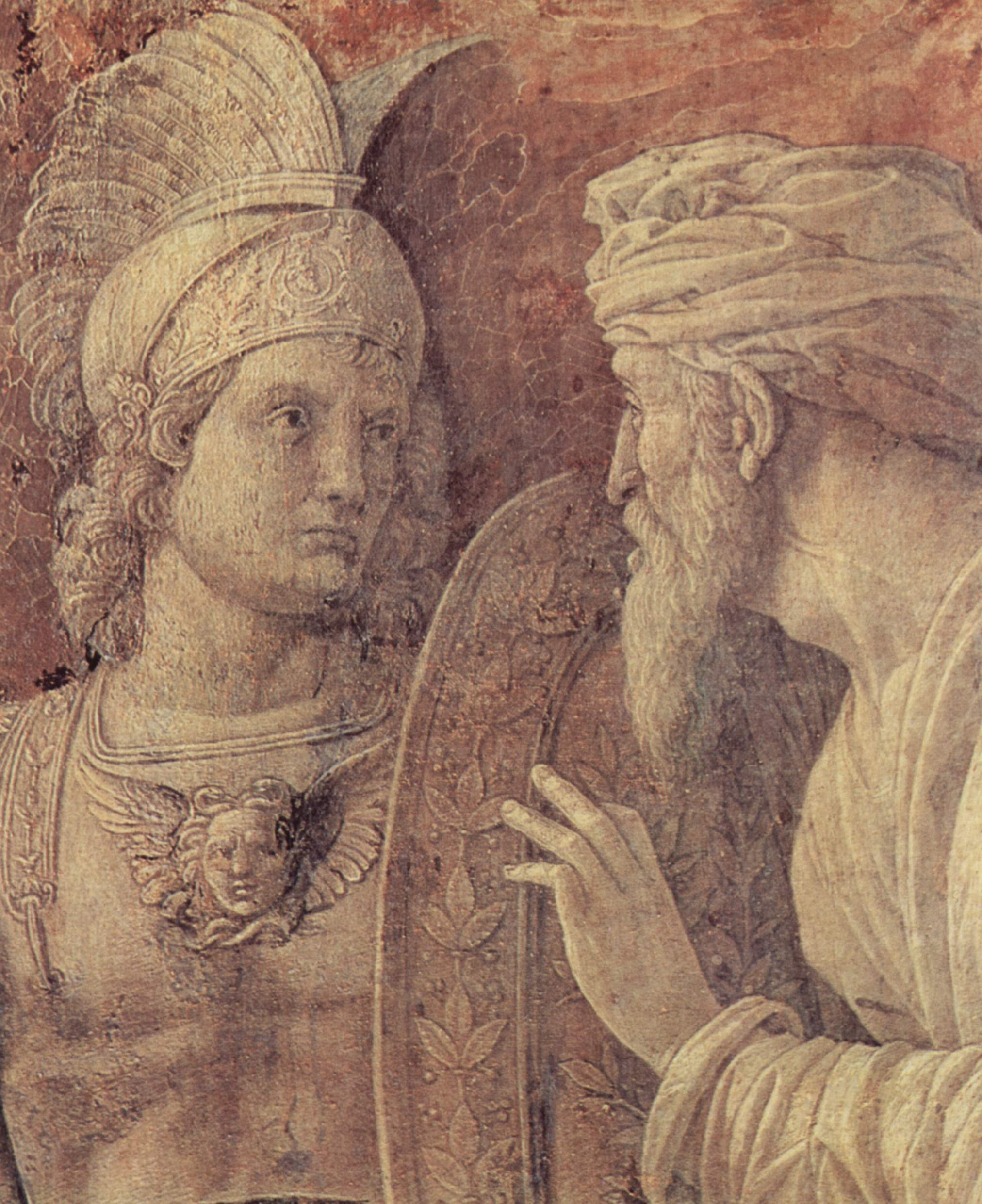
Détail : un soldat et un dignitaire.

Ce tableau est une grisaille sur fond  de marbre chiqueté en trompe-l'œil, en forme de bas-relief simulé, dans le style antique. Le  fond coloré en simulation du marbre coloré, que Mantegna affectionne couramment dans ses toiles, comporte des reflets des couleurs du marbre dans la grisaille.
Sur la gauche arrive un palanquin, supportant un buste de la déesse coiffée de tours. Dans le fond deux pyramides tronquées dont les inscriptions révèlent qu'elles sont les tombeaux de Gneus Cornelius Scipion père de Nasica, et de Publius Cornelius Scipio, père de Scipion l'Africain.
Au milieu du tableau, devant le palanquin, le premier  personnage montre Scipion Cornelius Nasica qui loge la déesse (une inscription sur l'embase  le précise : S HOSPES NUMINIS IDAEI C soit « Par décret du Sénat, la ville accueille la déesse idéenne »), un groupe  d'hommes en toge, de soldats armés se déroule jusqu'à la droite du tableau qui mène à un escalier  de la demeure de la déesse et un joueur de flûte et de tambour s'y tient.
Toute la scène est construite dans une perspective en contre-plongée accentuée par les marches de l'escalier fuyant en bas hors du cadre de tableau.

## Sources
- Salmazo
- Notice de la National Gallery sur les écrits de Ronald Lightbown. Mantegna. Oxford: Phaidon & Christies, 1986, 21